# Suddivisioni della Lettonia

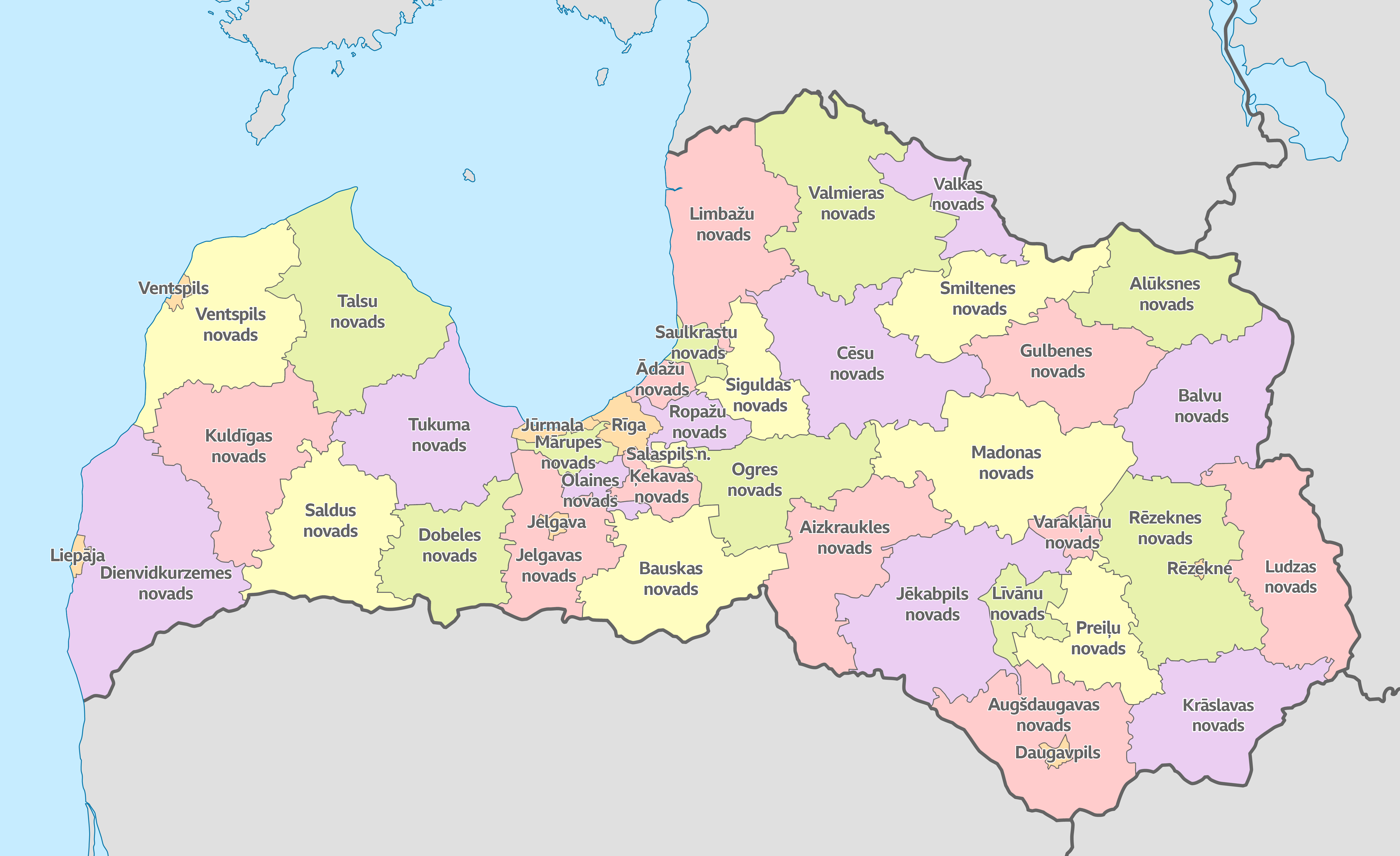
Mappa con le attuali suddivisioni della Lettonia in vigore dal 1 luglio 2021

Il territorio della Lettonia è diviso in 36 municipalità (novadi) e 7 città della Repubblica (valstspilsētas) per un totale di 43 suddivisioni amministrative di primo livello.

## Storia
Dalla proclamazione dell'indipendenza dall'Unione Sovietica la Lettonia era suddivisa in 26 rajoni (sing. rajons) e 7 "città della Repubblica" (Republikas pilsētas), che fungevano da divisioni amministrative di primo livello; i rajoni erano a loro volta suddivisi in circa 500 fra città (pilsētas; sing. pilsēta), comuni (novadi; sing. novads), territori rurali (lauku teritorija) e frazioni (pagasti; sing. pagasts).
Nel 2008 la Legge sui Territori Amministrativi e sulle Aree Residenziali - ha trovato l'approvazione del Parlamento lettone (Saeima) il 18 dicembre 2008 ed è stato promulgato dal presidente Valdis Zatlers.

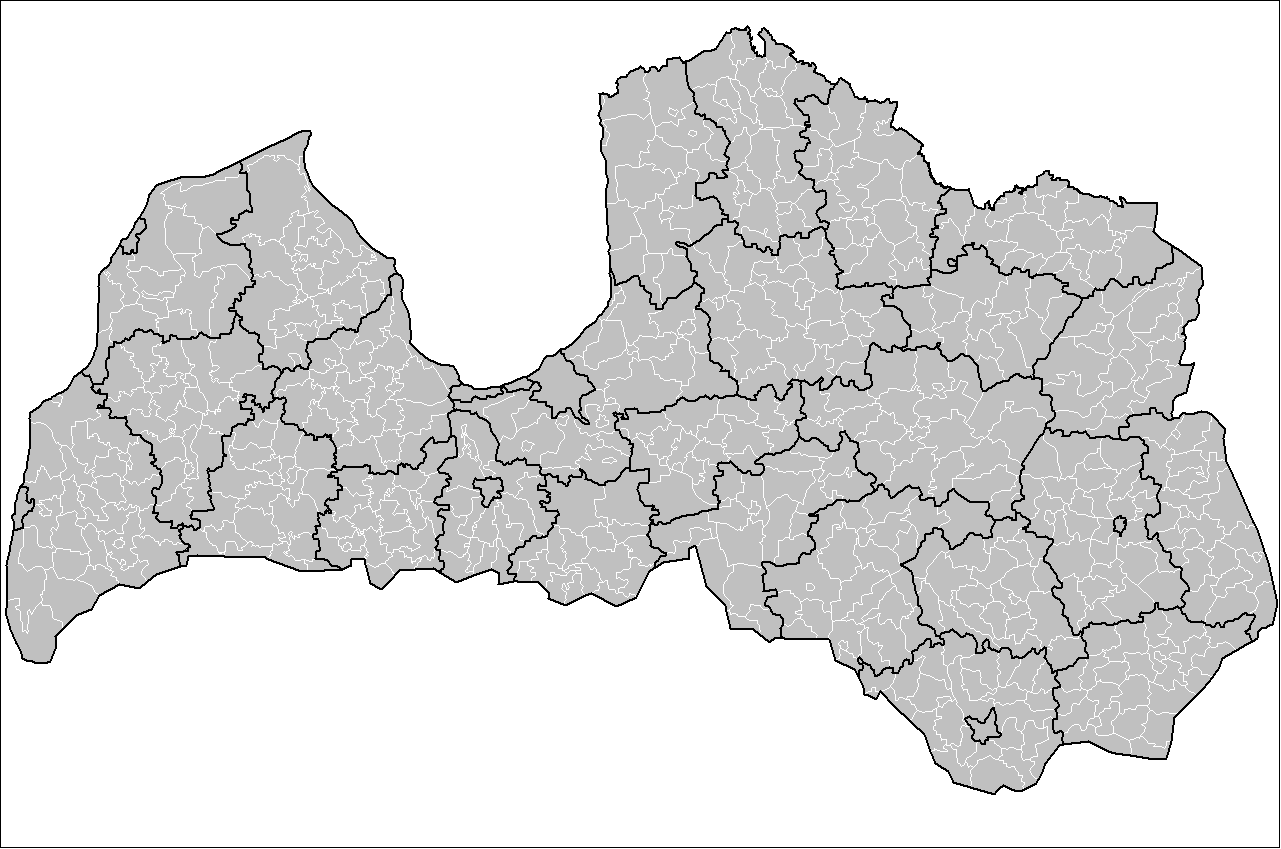
Mappa con le vecchie suddivisioni della Lettonia in vigore fino al 30 giugno 2009

In base alla nuova legge, entrata in vigore il 1º luglio 2009, le suddivisioni amministrative lettoni sono state leggermente modificate, con l'abolizione dei rajoni e la promozione dei novadi (ora 109) a suddivisioni amministrative di primo livello, a fianco delle città della Repubblica (passate da 7 a 9). La stessa legge prevedeva che un novads dovessero avere almeno 4.000 residenti ed un capoluogo avente almeno 2.000 residenti; al di sotto dei novadi i pagasti fungevano da suddivisioni di secondo livello. Una mappa con le suddivisioni amministrative era allegata all'atto normativo.
Il 1º luglio 2021 è entrata in vigore un'altra riforma, approvata dalla Saeima il 10 giugno 2020, che riduceva i novadi (le municipalità) da 110 a 36 e le città della Repubblica nuovamente a 7. Le municipalità vengono poi suddivise ulteriormente in 71 comuni (pilsētas) e 512 parrocchie (pagasti).

## Città della Repubblica
| Numero | Nome       | Popolazione (2021) |
| ------ | ---------- | ------------------ |
| 1.     | Daugavpils | 80 627             |
| 2.     | Jelgava    | 55 336             |
| 3.     | Jūrmala    | 50 248             |
| 4.     | Liepāja    | 67 964             |
| 5.     | Rēzekne    | 26 839             |
| 6.     | Riga       | 614 618            |
| 7.     | Ventspils  | 33 372             |

## Municipalità
| Municipalità   | Popolazione (stima 2021) | Unità territoriali della municipalità: (città, comuni e parrocchie) |
| -------------- | ------------------------ | --- |
| Ādaži          | 21 134                   | Parrocchia di Ādaži, città di Ādaži, Carnikava |
| Aizkraukle     | 29 367                   | Aiviekste, Aizkraukle, Aizkraukle, Bebri, Daudzese, Irši, parrocchia di Jaunjelgava, città di Jaunjelgava, Klintaine, parrocchia di Koknese, città di Koknese, Mazzalve, Nereta, Pilskalne, Pļaviņas, Sece, Sērene, Skrīveri, Staburags, Sunākste, Vietalva, Zalve                                                                                          |
| Alūksne        | 13 861                   | Alsviķi, Alūksne, Anna, Ilzene, Jaunalūksne, Jaunanna, Jaunlaicene, Kalncempji, Liepna, Maliena, Mālupe, Mārkalne, Pededze, Veclaiceneh, Zeltiņi, Ziemeri |
| Augšdaugava    | 25 927                   | Ambeļi, Bebrene, Biķernieki, Demene, Dubna, Dviete, Eglaine, Ilūkste, Kalkūne, Kalupe, Laucesa, Līksna, Maļinova, Medumi, Naujene, Nīcgale, Pilskalne, Prode, Saliena, Skrudaliena, Subate, Svente, Šēdere, Tabore, Vabole, Vecsaliena, Višķi |
| Balvi          | 19 015                   | Baltinava, parrocchia di Balvi, città di Balvi, Bērzkalne, Bērzpils, Briežuciems, Krišjāņi, Kubuli, Kuprava, Lazdukalns, Lazduleja, Medņeva, Rugāji, Susāji, Šķilbēni, Tilža, Vectilža, Vecumi, Viļaka, Vīksna, Žīguri |
| Bauska         | 41 755                   | Bauska, Bārbele, Brunava, Ceraukste, Code, Dāviņi, Gailīši, parrocchia di Iecava, città di Iecava, Īslīce, Kurmene, Mežotne, Rundāle, Skaistkalne, Stelpe, Svitene, Valle, Vecsaule, Vecumnieki, Viesturi |
| Cēsis          | 41 161                   | Amata, Cēsis, Drabeši, Dzērbene, Ineši, Jaunpiebalga, Kaive, Liepa, parrocchia di Līgatne, città di Līgatne, Mārsnēni, Nītaure, Priekuļi, Raiskums, Skujene, Stalbe, Straupe, Taurene, Vaiv, Vecpiebalga, Veselava, Zaube, Zosēni |
| Dienvidkurzeme | 33 364                   | parrocchia di Aizpute, città di Aizpute, Bārta, Bunka, Cīrava, Dunalka, Dunika, parrocchia di Durbe, città di Durbe, Embūte, Gavieze, Gramzda, parrocchia di Grobiņa, città di Grobiņa, Kalēti, Kalvene, Kazdanga, Laža, Medze, Nīca, Otaņķi, Pāvilosta, parrocchia di Priekule, città di Priekule, Rucava, Saka, Tadaiķi, Vaiņode, Vecpils, Vērgale, Virga |
| Dobele         | 28 517                   | Annenieki, Auce, Augstkalne, Auri, Bēne, Bērze, Biksti, Bukaiši, parrocchia di Dobele, città di Dobele, Īle, Jaunbērze, Krimūna, Lielauce, Naudīte, Penkule, Tērvete, Ukri, Vecauce, Vītiņi, Zebrene |
| Gulbene        | 19 619                   | Beļava, Dauksti, Druviena, Galgauska, Gulbene, Jaungulbene, Lejasciems, Litene, Lizums, Līgo, Ranka, Stāmeriena, Stradi, Tirza |
| Jelgava        | 31 969                   | Cena, Eleja, Glūda, Jaunsvirlauka, Kalnciems, Lielplatone, Līvbērze, Ozolnieki, Platone, Salgale, Sesava, Svēte, Valgunde, Vilce, Vircava, Zaļenieki |
| Jēkabpils      | 40 576                   | parrocchia di Aknīste, città di Aknīste, Asare, Atašiene, Ābeļi, Dignāja, Dunava, Elkšņi, Gārsene, Jēkabpils, Kalna, Krustpils, Kūkas, Leimaņi, Mežāre, Rite, Rubene, Sala, Sauka, Sēlpils, parrocchia di Varieši, città di Viesīte, parrocchia di Viesīte, Vīpe, Zasa                                                                                      |
| Ķekava         | 30 077                   | parrocchia di Baldone, città di Baldone, Baloži, Daugmale, parrocchia di Ķekava, città di Ķekava |
| Krāslava       | 21 459                   | Andrupene, Andzeļi, Asūne, Auleja, Bērziņi, parrocchia di Dagda, città di Dagda, Ezernieki, Grāveri, Indra, Izvalta, Kalnieši, Kaplava, Kastuļina, Kombuļi, Konstantinova, parrocchia di Krāslava, città di Krāslava, Ķepova, Piedruja, Robežnieki, Skaista, Svariņi, Šķaune, Šķeltova, Ūdrīši                                                              |
| Kuldīga        | 27 736                   | Alsunga, Ēdole, Gudenieki, Īvande, Kabile, Kuldīga, Kurmāle, Laidi, Nīkrāce, Padure, Pelči, Raņķi, Renda, Rudbārži, Rumba, parrocchia di Skrunda, città di Skrunda, Snēpele Parish, Turlava, Vārme |
| Limbaži        | 28 546                   | parrocchia di Ainaži, città di Ainaži, parrocchia di Aloja, città di Aloja, Braslava, Brīvzemnieki, Katvari, Liepupe, parrocchia di Limbaži, città di Limbaži, Pāle, parrocchia di Salacgrīva, città di Salacgrīva, Skulte, parrocchia di Staicele, città di Staicele, Umurga, Vidriži, Viļķene                                                             |
| Līvāni         | 10 636                   | Jersika, Līvāni, Rožupe, Rudzāti, Sutri, Turku |
| Ludza          | 21 777                   | Blonti, Briģi, Cibla, Cirma, Goliševa, Isnauda, Istra, Kārsava, Lauderi, Līdumnieki, Ludza, Malnava, Mežvidi, Mērdzene, Nirza, Ņukši, Pasiene, Pilda, Pureņi, Pušmucova, Rundēni, Salnava, Zaļesje, Zilupe, Zvirgzdene |
| Madona         | 28 692                   | Arona, Barkava, Bērzaune, parrocchia di Cesvaine, città di Cesvaine, Dzelzava, Ērgļi, Indrāni, Jumurda, Kalsnava, Lazdona, Liezēre, Lubāna, Ļaudona, Madona, Mārciena, Mētriena, Ošupe, Prauliena, Sarkaņi, Sausnēja, Vestiena |
| Mārupe         | 32 824                   | Babīte, parrocchia di Mārupe, città di Mārupe, Sala |
| Ogre           | 57 617                   | Birzgale, Ikšķile, Jumprava, Krape, Ķegums, Ķeipene, Laubere, Lēdmane, Lielvārde, Lielvārde, Madliena, Mazozoli, Meņģele, Ogre, Ogresgals, Rembates, Suntaži, Taurupe, Tīnūži, Tome |
| Olaine         | 19 705                   | parrocchia di Olaine, città di Olaine |
| Preiļi         | 16 759                   | Aglona, Aizkalne, Galēni, Pelēči, parrocchia di Preiļi, città di Preiļi, Riebiņi, Rožkalni, Rušona, Sauna, Silajāņi, Sīļukalns, Stabulnieki, Upmala, Vārkava |
| Rēzekne        | 29 643                   | Audriņi, Bērzgale, Čornaja, Dricāni, Feimaņi, Gaigalava, Griškāni, Ilzeskalns, Kantinieki, Kaunata, Lendži, Lūznava, Mākoņkalns, Malta, Nagļi, Nautrēni, Ozolaine, Ozolmuiža, Puša, Rikava, Sakstagals, Silmala, Stoļerova, Strūžāni, Vērēmi, Dekšāres, Sokolki, parrocchia di Viļāni, città di Viļāni                                                      |
| Ropaži         | 31 697                   | Garkalne, Ropaži, Stopiņi, Vangaži |
| Salaspils      | 22 868                   | parrocchia di Salaspils, città di Salaspils |
| Saldus         | 27 110                   | Blīdene, Brocēni, Ciecere, Ezere, Gaiķi, Jaunauce, Jaunlutriņi, Kursīši, Lutriņi, Nīgrande, Novadnieki, Pampāļi, Remte, Ruba, parrocchia di Saldus, città di Saldus, Šķēde, Vadakste, Zaņa, Zirņi, Zvārde |
| Saulkrasti     | 9 230                    | parrocchia di Saulkrasti, città di Saulkrasti, Sēja |
| Sigulda        | 30 625                   | Allaži, Inčukalns, Krimulda, Lēdurga, Mālpils, More, parrocchia di Sigulda, città di Sigulda |
| Smiltene       | 18 155                   | parrocchia di Ape, città di Ape, Bilska, Blome, Branti, Drusti, Gaujiena, Grundzāle, Launkalne, Palsmane, Rauna, parrocchia di Smiltene, città di Smiltene, Trapene, Variņi, Vireši |
| Talsi          | 35 699                   | Abava, Ārlava, Balgale, Dundaga, Ģibuļi, Īve, Kolka, Ķūļciems, Laidze, Lauciene, Lībagi, Lube, Mērsrags, Roja, Sabile, Stende, Strazde, Talsi, Valdemārpils, Valdgale, Vandzene, Virbi |
| Tukums         | 44 411                   | Cēres, Degole, Džūkste, Engure, Irlava, Jaunpils, Jaunsāti, parrocchia di Kandava, città di Kandava, Lapmežciems, Lestene, Matkule, Pūre, Sēme, Slampe, Smārde, Tukums, Tume, Vāne, Viesati, Zante, Zemīte, Zentene |
| Valka          | 7 596                    | Ērģeme, Kārķi, parrocchia di Valka, città di Valka, Vijciems, Zvārtava |
| Valmiera       | 51 370                   | Bērzaine, Brenguļi, Burtnieki, Dikļi, Ēvele, Ipiķi, Jeri, Jērcēni, Kauguri, Kocēni, Ķoņi, Lode, Matīši, parrocchia di Mazsalaca, città di Mazsalaca, Naukšēni, Plāņi, Ramata, Rencēni, Rūjiena, Seda, Sēļi, Skaņkalne, Strenči, Trikāta, Vaidava, parrocchia di Valmiera, città di Valmiera, Vecate, Vilpulka, Zilākalns                                    |
| Varakļāni      | 2 945                    | Murmastiene, parrocchia di Varakļāni, città di Varakļāni |
| Ventspils      | 10 777                   | Ance, Jūrkalne, parrocchia di Piltene, città di Piltene, Pope, Puze, Tārgale, Ugāle, Usma, Užava, Vārve, Ziras, Zlēkas |